# Conseil local (Israël)
Pour les articles homonymes, voir Conseil local.
En Israël, un conseil local ((he) מועצה מקומית : mo'etsa meqomit) est une commune qui n'a pas encore atteint le statut de ville (עיר) — statut qui requiert, entre autres, un certain seuil démographique.
Le Ministre des Affaires Intérieures a le pouvoir de décider si une commune est apte à devenir une ville. Le ministre doit recueillir les avis et souhaits des résidents de la commune, qui peuvent décider qu'elle reste un conseil local, même si tous les critères pour devenir une ville sont remplis. Ainsi, malgré sa population de plus de 30 000 habitants, Ramat Ha-Sharon n'est devenue une ville qu'en 2002 à cause de la volonté de ses habitants de préserver une image de petite ville.
La liste n'inclut pas les colonies israéliennes implantées dans le territoire palestinien occupé de Cisjordanie ; ces colonies constituent des crimes de guerre selon l'ONU, et ne sont pas situées dans les frontières reconnues d'Israël, même si l'Etat hébreu les confond parmi les communes israéliennes.